# Малый Бузавлык
Малый Бузавлык — река в России, протекает по Башкортостану. Устье реки находится в 28 км по правому берегу реки Бузавлык. Длина реки составляет 24 км. В 3,8 км от устья по левому берегу впадает река Уртаир.

## Данные водного реестра
По данным государственного водного реестра России относится к Уральскому бассейновому округу, водохозяйственный участок реки — Урал от Магнитогорского гидроузла до Ириклинского гидроузла, речной подбассейн реки — подбассейн отсутствует. Речной бассейн реки — Урал (российская часть бассейна).
Код объекта в государственном водном реестре — 12010000312112200002813.